# Отомо Куронуси
Отомо-но Куронуси (яп. 大友 黒主) — японский поэт IX–X веков, один из «шести бессмертных», шести поэтических гениев Японии, описанных в классической поэтической антологии «Кокинсю».

## Биография
Принадлежал к клану Отомо-но-Сугури из провинции Оми, которая является боковой ветвью императорской династии. Упоминается в министерской бюллетене 866 года, как Отомо-но-Сугури-Куронуси. 
Начиная со второй половины IX века считался одним из наиболее выдающихся кудесников поэзии. Участвовал во множестве состязаний при дворе и в знатных домах вельмож, в том числе в знаменитом поэтическом турнире 887 года у министра Аривары-но Юкихиры.
Влияние на стихи оказывали его тесные связи с землями Оми и Сига. Камо-но Тёмэй в своём сборнике по поэтике «Мумёсё» отмечает, что Куронуси возвысился до статуса бога и был провозглашен богом «Мёдзин» в провинции Сига и Оми.
В 897 году начал писать стихи в честь императора Дайго, после его воцарения на престол. Участвовал в поездке императора Уды в храм Исияма Хонган-дзи в 917 году.